# 時をかさねたら
「時をかさねたら」（ときをかさねたら）は、1988年6月1日に発売された郷ひろみ58作目のシングル。

## 解説
本作は8cmCDのみのリリースで「CD MINI ALBUM」の表記がある。
7インチシングル盤は、「時をかさねたら」1曲・片面だけ収録のプロモーション盤が存在する（規格品番：XDSH93181）

## 収録曲
1. 時をかさねたら （4分18秒）
  - 作詞:来生えつこ／作曲:松本俊明／編曲：井上鑑
2. ラジオに風が吹く
  - 作詞:高柳恋／作曲:米米CLUB／編曲：井上鑑
3. ジェティ -背中から抱いてあげる-
  - 作詞:高柳恋／作曲:木戸やすひろ／編曲：唐木裕史